# Erie Triangle

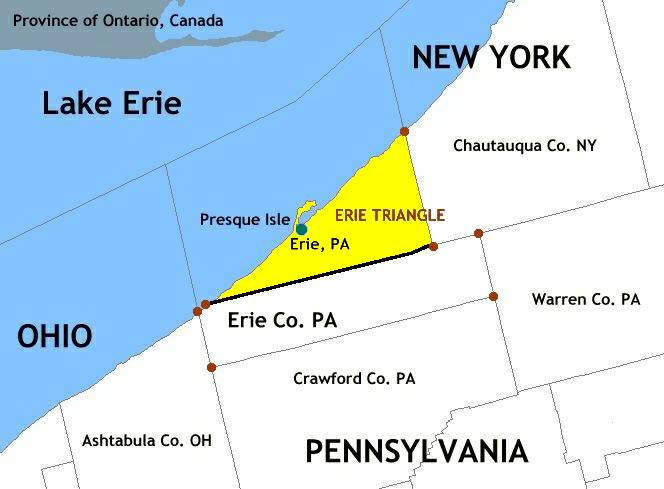
Erie Triangle op kaart

Erie Triangle is een stuk land van circa 777 vierkante kilometer in de Verenigde Staten dat meerdere malen een twistpunt vormde aan welke staat het toebehoorde. Uiteindelijk is het door de federale overheid verkocht aan de staat Pennsylvania, zodat deze staat een toegangspunt tot het Eriemeer zou krijgen.
Met het verdrag van Fort Stanwix uit 1784 met de Irokezen verkreeg Pennsylvania het noordwestelijke deel van de huidige staat. Er ontstond echter een meningsverschil tussen de vertegenwoordigers van de staat Pennsylvania en de staat New York over de ligging van de grens nabij het Eriemeer. Na onderhandelingen tussen de landmeters Andrew Ellicott (Pennsylvania) en James Clinton en Simeon De Witt (New York), werd besloten de westgrens van New York te leggen op 20 mijl ten oosten van het schiereiland Presque Isle. Hierdoor ontstond een driehoekig stuk land dat niet aan een staat toegewezen was, de Erie Triangle.
Er waren vier staten die het stuk land claimden: Pennsylvania, New York, Connecticut en Massachusetts. De laatste twee staten claimden dat zij oorspronkelijk recht hadden op een kolonie van zee tot zee. Onder druk van de overheid lieten drie staten hun claims vallen en werd het stuk land in 1792 voor $151.640,25 verkocht aan Pennsylvania. De Irokezen kregen van de staat $2000 betaald en van de overheid $1200. De Seneca-indianen kregen ten slotte nog $800 betaald van de staat. Door de toegang tot het Eriemeer, lag de westgrens van Pennsylvania vast, doordat zij zich dienden te houden aan de Verordening van het Noordwesten.